# Marvin Panch
Statistiques en NASCAR Cup Series
Dernière mise à jour : 25 décembre 2016 
Marvin Panch est un pilote américain de NASCAR né le 28 mai 1926 à Menomonie, Wisconsin, et mort le 31 décembre 2015 à Port Orange, Floride.

## Carrière
Il commence sa carrière en 1951 et remporte en 15 saisons 17 courses dont le Daytona 500 en 1961. La meilleure performance de Panch dans le championnat de première division NASCAR Grand National est une 2e place en 1957. 